# Сулехув (гмина)
Сулехув (пол. Sulechów) — гмина (волость) в Польше, входит как административная единица в Зелёногурский повет, Любушское воеводство. Население — 26 588 человека (на 2019 год).

## Сельские округа
1. Броды
2. Бжезе-к.-Сулехова
3. Букув
4. Цигацице
5. Глогуш
6. Гурки-Мале
7. Гужиково
8. Кальск
9. Карчин
10. Кие
11. Клемпск
12. Кренжолы
13. Крушина
14. Лесьна-Гура
15. Ленгово
16. Мозув
17. Новы-Свят
18. Облотне
19. Окунин
20. Поморско

## Прочие поселения
1. Борынь
2. Бжезе-к.-Поморска
3. Глинянки
4. Квятково
5. Лясково
6. Лохово
7. Новы-Клемпск
8. Пшигубель
9. Радлин
10. Шаблиска
11. Загужин

## Соседние гмины
1. Гмина Бабимост
2. Гмина Червеньск
3. Гмина Каргова
4. Гмина Скомпе
5. Гмина Щанец
6. Гмина Свебодзин
7. Гмина Тшебехув
8. Гмина Зелёна-Гура